# Orlandina de Oliveira
Orlandina de Oliveira es una socióloga y docente nacida en 1943 en Minas Gerais, Brasil, nacionalizada mexicana en 1972. Se ha distinguido por sus estudios y trabajos sobre la desigualdad social en México, la condición social de las mujeres y de los jóvenes y la dinámica de los mercados de trabajo en el mismo país.

## Datos biográficos
Estudió sociología en la Facultad de Ciencias Políticas de la Universidad Federal de Minas Gerais, en su país de origen. Más tarde, en Chile, culminó sus estudios de maestría en la Universidad de Chile y por último cursó un doctorado también en sociología en la Universidad de Texas, en Austin. En 1970 se integró como investigadora y profesora en El Colegio de México.
En esta última institución mexicana de altos estudios, ha desempeñado también cargos de dirección, aparte de sus tareas de investigación y formación de recursos humanos. Del mismo modo, ha desempeñado tareas de investigación como visitante en diversas universidades: Harvard; el Instituto de Estudios de América Latina en Francia; en el Centro de Estudios Latinoamericanos David Rockefeller; en el Centro de Estudios de Desarrollo y Planificación Regional de la Universidad Federal de Minas Gerais y también en la Universidad de Texas, en el Instituto de Estudios Latinoamericanos y Sociología. Desde 1984 es miembro del Sistema Nacional de Investigadores, del cual es investigadora emérita.

## Obra
Ha sido coautora o coordinadora de los siguientes libros, entre otros:
- Las familias en el México metropolitano. Visiones femeninas y masculinas.
- Imágenes de la familia en el cambio de siglo. Universo familiar y procesos demográficos contemporáneos.
- Trabajo femenino y vida familiar en México.
- Grupos domésticos y reproducción cotidiana.
- Trabajo, poder y sexualidad.
- Trabajo extradoméstico y relaciones de género: una nueva mirada. Colaboración con Brígida García Guzmán (2007)
- Desafíos y paradojas: los jóvenes frente a las desigualdades sociales. Obra coordinada con Minor Mora (2014)